# Sarah J. Maas
Sarah J. Maas, rodným jménem Sarah Janet Maas (* 5. března 1986 New York) je americká spisovatelka fantasy literatury pro mládež i dospělé. Je známá pro svou prvotní knihu s názvem Skleněný trůn, která vyšla v originále v roce 2012.

## Životopis

### Mládí
Sarah Janet Maas se narodila dne 5. března 1986 ve městě New York.

### Vzdělání
Navštěvovala univerzitu Hamilton v Clintonu v New Yorku, kde studovala tvůrčí psaní a zajímala se o religionistiku. V roce 2008 absolvovala Magna cum laude.

### Dospělost
Maasová je vdaná a žije v Pensylvánii (2019). Dne 22. listopadu 2017 oznámila na Instagramu, že spolu s manželem čekají první dítě, syna. Ten se narodil v červnu 2018 a byl pojmenován Taran.

## Kariéra
Maasová začala psát svoji prvotinu, ze které pak vznikl román Throne of Glass (Skleněný trůn), už v šestnácti letech. Poté, co napsala několik kapitol a novelu pojmenovala Queen of Glass, přidala ji na webovou stránku FictionPress.com, kde se její příběh stal jedním z nejpopulárnějších. Když se rozhodla napsat a vydat samostatnou knihu, tak novelu z webu odstranila. Dějová linie série je založena na Popelce za předpokladu: „Co když nebyla Popelka služka, ale vražedkyně? A co když se nechtěla zúčastnit bálu a setkat se s princem, avšak ho chtěla zabít?“
V roce 2008 začala Maasová posílat různým agentům svůj příběh, který si nakonec svého agenta našel až v roce 2009. Práva na knihu Throne of Glass (Skleněný trůn) byla odkoupena v březnu roku 2010 nakladatelstvím Bloomsbury, které zanedlouho koupilo práva na další dvě knihy v sérii. Knižní série Skleněný trůn je dostupná v 15 zemích a 35 jazycích. Maasová napsala také pět povídek, které se odehrávaly 2 roky před první knihou. Série obsahuje sedm knih.
Druhá kniha série s názvem Crown of Midnight (Půlnoční koruna) obdržela ocenění „New York Times young adult best-seller.“ V září roku 2015 bylo oznámeno, že společnost Mark Gordon Company koupila práva na televizní seriál s názvem Queen of Glass. Pilotní díl seriálu by měl nést název „Celaena“ a měl by mít premiéru na streamingové televizi Hulu. Poslední kniha v sérii se jmenuje Kingdom of Ash (Království popela) a vyšla 23. října 2018.
Maasová napsala také druhou knižní sérii, která nese název A Court of Thorns and Roses (Dvůr trnů a růží). První díl je volným převyprávěním pohádky o Krásce a zvířeti, druhý o Hádovi a Persefoně. První kniha v sérii byla napsána už v roce 2009, avšak vydání se dočkala až roku 2015. Série by se měla dočkat filmového zpracování společností Tempo Productions. Vydání by se měla dočkat také nová spin-offová trilogie, která by se měla věnovat ostatním postavám ze světa Dvorů. První kniha v sérii, A Court of Silver Flames, by měla vyjít 26. ledna 2021. Obě dvě trilogie propojuje krátký román A Court of Frost and Starlight (Dvůr mrazu a hvězd).
Dne 16. května 2018 Maasová oznámila, že má v plánu napsat třetí knižní sérii, pojmenovanou Crescent City. Jedná se o její první fantasy trilogii pro dospělé. První díl s názvem House of Earth and Blood vyšel 3. března 2020. V Česku vyšla série pod názvem Půlměsíční město, přičemž její první díl, Rod země a krve, byl publikován 5. října 2020. Druhý díl, Rod nebes a dechu, vyšel 15. února 2021. Třetí, závěrečný díl série, Rod plamene a stínu, vyšel 30. ledna 2024.

### Knižní sérieSkleněný trůn
- Skleněný trůn – 31. srpna 2015 (Throne of Glass – 2. srpna 2012)
- Půlnoční koruna – 25. ledna 2016 (Crown of Midnight – 27. srpna 2013)
- Dědička ohně – 25. dubna 2016 (Heir of fire – 2. září 2014)
- Královna stínů – 14. listopadu 2016 (Queen of Shadows – 1. září 2015)
- Říše bouří – 18. září 2017 (Empire of Storms – 6. září 2016)
- Věž úsvitu – 17. května 2018 (Tower of Dawn – 5. září 2017)
- Království popela – 5. srpna 2019 (Kingdom of Ash – 23. října 2018)

#### Doprovodné knihy
- Krvavé ostří – 13. února 2017 (The Assassin's Blade – 13. března 2014) – prequel (v Česku sjednocuje novely jedna kniha; na Slovensku vycházely novely zvlášť)

1. Vražedkyně a Pán pirátů (The Assassin and the Pirate Lord)
2. Vražedkyně a Léčitelka (The Assassin and the Healer)
3. Vražedkyně a Poušť (The Assassin and the Desert)
4. Vražedkyně a Podsvětí (The Assassin and the Underworld)
5. Vražedkyně a Říše (The Assassin and the Empire)

- Skleněný trůn: omalovánky (The Throne Of Glass Coloring Book)
- The World of Throne of Glass (kniha bude obsahovat informace o světe, náboženství a historii Skleněného trůnu) – datum vydání je neznámý

### Knižní sérieDvůr trnů a růží
- Dvůr trnů a růží – 8. srpna 2016 (A Court of Thorns and Roses – 5. května 2015)
- Dvůr mlhy a hněvu – 10. dubna 2017 (A Court of Mist and Fury – 3. května 2016)
- Dvůr křídel a zmaru – 3. července 2018 (A Court of Wings and Ruin – 2. května 2017)
  - Dvůr mrazu a hvězd – 22. října 2018 (A Court of Frost and Starlight – 1. května 2018) – novela spojující obě trilogie
- Dvůr stříbrných plamenů – 3. února 2022 (A Court of Silver Flames – 6. února 2021)
- 2 dosud nepojmenované díly trilogie

#### Doprovodné knihy
- A Court of Thorns and Roses Coloring Book – 2. května 2017

### Knižní sériePůlměsíční město
- Rod země a krve – 5. října 2020 (House of Earth and Blood – 3. března 2020)
- Rod nebes a dechu – 31. října 2022 (House of Sky and Breath – 15. února 2022)
- House of Flame and Shadow – očekávané vydání v USA 30. ledna 2024

### Ostatní
- The Starkillers Cycle
- Catwoman: Zlodějka duší – 8. dubna 2019 (Catwoman: Soulstealer – 7. srpna 2018)
- Twilight of the Gods